# Irène Tiendrébéogo
Irène Dimwaogdo Tiendrébéogo (née le 27 février 1977) est une athlète burkinabé, spécialiste du saut en hauteur. 

## Biographie
Elle remporte la médaille d'or du saut en hauteur lors des championnats d'Afrique 1996, à Yaoundé au Cameroun, avec la marque de 1,84 m, et s'adjuge la médaille d'argent en 1998.
Elle se classe deuxième des Jeux africains de 1995 et 1999.

### Palmarès
| Date | Compétition                    | Lieu         | Résultat | Performance |
| ---- | ------------------------------ | ------------ | -------- | ----------- |
| 1994 | Championnats d'Afrique juniors | Alger        | 2e       | 1,65 m      |
| 1995 | Championnats d'Afrique juniors | Bouaké       | 2e       | 1,73 m      |
| 1995 | Jeux africains                 | Harare       | 2e       | 1,75 m      |
| 1996 | Championnats d'Afrique         | Yaoundé      | 1re      | 1,84 m      |
| 1997 | Jeux de la Francophonie        | Antananarivo | 3e       | 1,82 m      |
| 1998 | Championnats d'Afrique         | Dakar        | 2e       | 1,84 m      |
| 1999 | Jeux africains                 | Johannesburg | 2e       | 1,85 m      |

### Records
| Épreuve         | Performance | Lieu  | Date          |
| --------------- | ----------- | ----- | ------------- |
| Saut en hauteur | 1,94 m      | Niort | 1er août 1999 |